# Subsecretaria de Sanitat, Consum i Benestar Social
La Sotssecretaria de Sanitat, Consum i Benestar Social és la Subsecretaria del Ministeri de Sanitat, Consum i Benestar Social encarregada del control del personal del ministeri, del departament jurídic i del departament economicofinancer. A més, és l'òrgan que gestiona els serveis comuns i el que controla tot l'àmbit tecnològic del ministeri.

## Funcions
D'acord amb el Reial decret 1047/2018, són funcions de la Subsecretaria:
- Les funcions enumerades en l'article 63 de la Llei 40/2015, d'1 d'octubre.
- La gestió del personal funcionari, estatutari i laboral del Departament, l'elaboració de les relacions de llocs de treball, l'avantprojecte d'oferta d'ocupació pública i els plans d'ocupació, i la convocatòria i resolució de les proves selectives del personal funcionari i laboral i els concursos de personal funcionari del Departament i dels seus organismes autònoms; la formació i promoció del personal, l'assistència social i les relacions amb la junta de personal i amb el comitè d'empresa, així com la seguretat i higiene en el treball, i també el règim econòmic i de control de les despeses de personal i l'habilitació d'aquests.
- L'elaboració i tramitació de l'avantprojecte de pressupost del Departament i dels seus organismes, de les modificacions pressupostàries del Departament i les que corresponguin dels organismes adscrits, així com l'informe i assistència tècnica en matèria pressupostària i les funcions encomanades a les oficines pressupostàries.
- La gestió economicofinancera i de tresoreria dels crèdits pressupostaris del Departament; les funcions d'habilitació i pagament; la tramitació dels expedients de contractació i altres expedients de despesa no atribuïts a altres òrgans del Departament, així com la programació i comptabilització prèvia dels crèdits pressupostaris.
- El desenvolupament de la gestió en el Departament del règim interior, de la seguretat, del patrimoni, de les obres i dels serveis tècnics de manteniment, l'equipament de les Unitats, així com la planificació i seguiment de l'execució dels contractes relatius a aquestes matèries..
- El disseny, desenvolupament i implantació de les aplicacions informàtiques del Ministeri i dels seus organismes, garantint la seva integració i homogeneïtat, incloent els portals en Internet i la seu electrònica; la provisió i gestió d'equipaments informàtics i de comunicacions, tant de veu com de dades, en xarxes internes com en Internet; la gestió mitjançant millora contínua i el monitoratge de la seguretat de la informació del Ministeri; l'estudi, preparació i proposta dels subministraments de material i equipament informàtic i dels serveis i assistències tècniques necessàries per a l'exercici de les funcions encomanades.
- L'impuls en la utilització de les noves tecnologies de la informació i les comunicacions pels òrgans del Ministeri i dels seus organismes, així com en les relacions d'aquests amb els ciutadans, que permeti la tramitació per via electrònica i l'establiment d'una finestreta única electrònica en l'entorn sanitari i en l'àmbit social.
- L'impuls de l'ús de les noves tecnologies de la informació i les comunicacions en la cooperació amb altres Administracions públiques i organismes internacionals i supranacionals; l'elaboració, desenvolupament i execució del pla d'actuacions en matèria de tecnologies de la informació i les comunicacions del Ministeri i dels seus organismes, així com la gestió dels recursos assignats a la seva execució.
- La coordinació i supervisió de les actuacions en l'àmbit de les tecnologies de la informació i les comunicacions que desenvolupin els òrgans directius i organismes del Departament, incloent la tramitació davant la Comissió Ministerial d'Administració Digital de les propostes corresponents a aquest àmbit.
- El desenvolupament de la xarxa de comunicacions del Sistema Nacional de Salut i dels mecanismes d'intercanvi i interoperabilitat electrònics d'informació clínica i sanitària.
- Les funcions que la Llei 19/2013, de 9 de desembre, de transparència, accés a la informació pública i bon govern, i les seves disposicions de desenvolupament, atribueixen a les Unitats d'Informació, en l'àmbit del Ministeri de Sanitat, Consum i Benestar Social.
- L'establiment i gestió dels sistemes d'informació del Ministeri de Sanitat, Consum i Benestar Social dirigits als ciutadans.
- L'atenció als ciutadans sobre la manera d'accés als serveis, procediments, ajudes i subvencions de la competència del Ministeri de Sanitat, Consum i Benestar Social.
- La realització i coordinació de les campanyes de publicitat institucional del Departament, amb la col·laboració de les diferents Unitats proponents de les mateixes.
- La realització d'accions informatives i divulgatives en matèries pròpies del Departament, sense perjudici de les atribuïdes expressament a un altre òrgan.
- L'execució i avaluació dels programes d'inspecció dels serveis del Departament i de les entitats del sector públic institucional que tingui adscrites.
- La proposta de simplificació i racionalització de procediments, la realització d'estudis i les propostes sobre la millora de l'organització.
- Les actuacions d'examen i proposta regulades pel Reial decret 799/2005, d'1 de juliol, pel qual es regulen les inspeccions de serveis.
- El desenvolupament de les funcions relacionades amb el principi de igualtat entre dones i homes, en l'àmbit del Departament, segons disposa l'article 77 de la Llei Orgànica 3/2007, de 22 de març.
- La coordinació de les avaluacions de les polítiques públiques de competència del Departament i, si escau, la realització de les mateixes, que determini el titular del Ministeri, d'acord amb el pla d'avaluacions de polítiques públiques que aprovi el Consell de Ministres, amb el suport de l'Institut per a l'Avaluació de Polítiques Públiques del Ministeri de Política Territorial i Funció Pública.
- La coordinació i la supervisió de la política de protecció de dades en compliment de la normativa aplicable en aquesta matèria en l'àmbit de les competències del departament.

## Estructura
De la Subsecretaria depenen els següents òrgans directius:
- La Secretaria General Tècnica de la Subsecretaria.
- La Subdirecció General de Recursos Humans.
- La Subdirecció General d'Oficialia Major.
- La Subdirecció General de Programació i Gestió Economicofinancera.
- La Subdirecció General de Tecnologies de la Informació.
- La Subdirecció General d'Atenció al Ciutadà.
- L'Oficina Pressupostària.
- El Gabinet Tècnic de la Sotssecretaria.
- La Inspecció General de Serveis del Departament.

### Organismes adscrits
- L'Advocacia de l'Estat en el departament.
- La Intervenció Delegada de la Intervenció General de l'Administració de l'Estat en el Ministeri.

## Llista de Subsecretaris de Sanitat
| Nom                                     | Professió                                        | Any de naixement | Data de nomenament     |
| --------------------------------------- | ------------------------------------------------ | ---------------- | ---------------------- |
| Victorino Anguera Sansó                 | Cos d'Inspectors de Treball i Seguretat Social   | 1933             | 29 de juliol de 1977   |
| Eloy Ybáñez Bueno                       | Diplomàtic                                       | 1930             | 27 d'abril de 1979     |
| Luis Valenciano Clavel                  | Metge                                            | 1965             | 29 de desembre de 1981 |
| Pedro Sabando Suárez                    | Metge                                            | 1941             | 7 de desembre de 1982  |
| Carlos Hernández Gil                    | Metge                                            | 1946             | 6 de febrer de 1985    |
| José Luis Fernández Noriega             | Metge                                            | 1949             | 30 de març de 1988     |
| Ángeles Amador Millán                   | Advocada                                         | 1949             | 21 de juny de 1991     |
| José Conde Olasagasti                   | Metge                                            |                  | 30 de juliol de 1993   |
| José Luis Temes Montes                  | Metge                                            |                  | 25 de juny de 1994     |
| Enrique Castellón Leal                  | Cos d'Inspectors Mèdics de la Seguretat Social   |                  | 10 de maig de 1996     |
| Julio Sánchez Fierro                    | Professor Universitari                           | 1944             | 12 de maig de 2000     |
| Pablo Vázquez Vega                      | Professor Universitari                           | 1965             | 19 de juliol de 2002   |
| Fernando Puig de la Bellacasa y Aguirre | Cos Superior d'Administradors Civils de l'Estat  | 1952             | 19 d'abril de 2004     |
| Consuelo Sánchez Naranjo                | Cos Superior d'Administradors Civils de l'Estat  | 1961             | 13 de juliol de 2007   |
| Leandro González Gallardo               | Cos Superior d'Administradors Civils de l'Estat  | 1958             | 29 d'octubre de 2010   |
| María Jesús Fraile Fabra                | Cos de Tècnics Superiors d'Administració General | 1952             | 30 de desembre de 2011 |
| Justo Herrera Gómez                     | Professor Universitari                           |                  | 8 de juny de 2018      |